# Croatia Open Umag 2022 - Qualificazioni singolare
Le qualificazioni del singolare del Croatia Open Umag 2022 sono state un torneo di tennis preliminare per accedere alla fase finale della manifestazione. I vincitori dell'ultimo turno sono entrati di diritto nel tabellone principale. In caso di ritiro di uno o più giocatori aventi diritto, a questi sono subentrati i Lucky loser, ossia i giocatori che hanno perso nell'ultimo turno ma che avevano una classifica più alta rispetto agli altri partecipanti che avevano comunque perso nel turno finale.

## Teste di serie
1. Corentin Moutet (qualificato)
2. Norbert Gombos (ultimo turno, lucky loser)
3. Elias Ymer (ultimo turno)
4. Flavio Cobolli (primo turno)

1. Stefano Travaglia (primo turno)
2. Franco Agamenone (qualificato)
3. Marco Cecchinato (qualificato)
4. Giulio Zeppieri (qualificato)

## Qualificati
1. Corentin Moutet
2. Franco Agamenone

1. Giulio Zeppieri
2. Marco Cecchinato

### Lucky loser
1. Norbert Gombos

## Tabellone

### Sezione 1
|  | Primo turno | Primo turno       | Primo turno       | Primo turno | Primo turno |  |  | Ultimo turno | Ultimo turno    | Ultimo turno    | Ultimo turno | Ultimo turno |  |
|  |             |                   |                   |             |             |  |  |              |                 |                 |              |              |  |
|  | 1           | Corentin Moutet   | Corentin Moutet   | 6           | 6           |  |  |              |                 |                 |              |              |  |
|  |             | Nino Serdarušić   | Nino Serdarušić   | 3           | 3           |  |  | 1            | Corentin Moutet | Corentin Moutet | 7            | 6            |  |
|  | WC          | Matija Pecotić    | Matija Pecotić    | 6           | 6           |  |  | WC           | Matija Pecotić  | Matija Pecotić  | 5            | 4            |  |
|  | 5           | Stefano Travaglia | Stefano Travaglia | 0           | 1           |  |  |              |                 |                 |              |              |  |

### Sezione 2
|  | Primo turno | Primo turno      | Primo turno      | Primo turno | Primo turno |  |  | Ultimo turno | Ultimo turno     | Ultimo turno | Ultimo turno | Ultimo turno |  |
|  |             |                  |                  |             |             |  |  |              |                  |              |              |              |  |
|  | 2           | Norbert Gombos   | Norbert Gombos   | 6           | 6           |  |  |              |                  |              |              |              |  |
|  | Alt         | Fernando Romboli | Fernando Romboli | 1           | 2           |  |  | 2            | Norbert Gombos   | 4            | 6            | 5            |  |
|  |             | Filip Horanský   | Filip Horanský   | 5           | 4           |  |  | 6            | Franco Agamenone | 6            | 1            | 7            |  |
|  | 6           | Franco Agamenone | Franco Agamenone | 7           | 6           |  |  |              |                  |              |              |              |  |

### Sezione 3
|  | Primo turno | Primo turno        | Primo turno | Primo turno | Primo turno |  |  | Ultimo turno | Ultimo turno    | Ultimo turno | Ultimo turno | Ultimo turno |  |
|  |             |                    |             |             |             |  |  |              |                 |              |              |              |  |
|  | 3           | Elias Ymer         | 6           | 64          | 7           |  |  |              |                 |              |              |              |  |
|  | Alt         | Nicolás Barrientos | 4           | 7           | 5           |  |  | 3            | Elias Ymer      | 6            | 1            | 4            |  |
|  |             | Gilles Simon       | 6           | 3           | 5           |  |  | 8            | Giulio Zeppieri | 4            | 6            | 6            |  |
|  | 8           | Giulio Zeppieri    | 4           | 6           | 7           |  |  |              |                 |              |              |              |  |

### Sezione 4
|  | Primo turno | Primo turno      | Primo turno      | Primo turno | Primo turno |  |  | Ultimo turno | Ultimo turno     | Ultimo turno     | Ultimo turno     | Ultimo turno |  |
|  |             |                  |                  |             |             |  |  |              |                  |                  |                  |              |  |
|  | 4           | Flavio Cobolli   | 1                | 7           | 4           |  |  |              |                  |                  |                  |              |  |
|  |             | Andreas Seppi    | 6                | 63          | 6           |  |  |              | Andreas Seppi    | Andreas Seppi    | Andreas Seppi    |              |  |
|  | WC          | Domagoj Bilješko | Domagoj Bilješko | 3           | 1           |  |  | 7            | Marco Cecchinato | Marco Cecchinato | Marco Cecchinato | w/o          |  |
|  | 7           | Marco Cecchinato | Marco Cecchinato | 6           | 6           |  |  |              |                  |                  |                  |              |  |